# Боуи, Анджела
Анджела «Энджи» Боуи (англ. Angela «Angie» Bowie), урождённая Мэри Анджела Барнетт (англ. Mary Angela Barnett; 25 сентября 1949, Кипр) — американская модель, актриса и музыкант. Бывшая жена британского музыканта Дэвида Боуи.

## Ранняя жизнь
Анджела родилась 25 сентября 1949 года на Кипре как гражданка США; она имеет английские корни по отцовской линии и польские — по материнской. Анджела была воспитана в католической религии. Её отец, полковник Джордж М. Барнет, ветеран армии США был горным инженером и управлял заводом на Кипре для Cyprus Mines Corporation. Её мать звали Мария Елена Галас. Оба её родителя погибли в 1984 году. У Анджелы есть старший брат.
Получив образование на Кипре, в Швейцарии и Кингстонском Университете (Великобритания), она недолгое время училась в Коннектикут-Колледже для Женщин (англ. Connecticut College For Women), пока не была отчислена.

## Карьера и отношения с Дэвидом Боуи
Она познакомилась с Дэвидом Боуи в 1969 году, в возрасте 19 лет. По словам Дэвида Боуи, они познакомились через их общего друга, доктора Кельвина Марка Ли (англ. Dr. Calvin Mark Lee), рекорд-руководителя, который имел китайско-американское происхождение. Она вышла замуж за Боуи год спустя, они расписались 19 марта 1970 года, в офисе регистрации бракосочетаний в городе Бромли (графство Кент). 30 мая 1971 года, она родила сына, пара назвала его Данкан Зоуи Хейвуд Джонс (англ. Duncan Zowie Haywood Jones). Позже, Зоуи предпочитал имя Джо или Джоуи, хотя теперь он вернулся к своему оригинальному имени — Данкан Джонс.
Анджела утверждает, что песни «The Prettiest Star» и «Golden Years» её бывший супруг написал для неё (Энджи появляется в документальном фильме Донна Пеннебейкера «Ziggy Stardust and the Spiders from Mars», в эпизоде за кулисами, Дэвид называет её — Звезда). Она часто сопровождала его в международных концертных турах, которые включали США, Японию и Европу. В 1973 году она появилась в качестве гостя на шоу The Tonight Show, организованном Джонни Карсоном 16 ноября 1973 года, вместе с Диной Шор, Джоан Риверз и Эшли Монтегю. Также Анджела выступала на The Mike Douglas Show, в начале 1975 года. Она пробовалась на главную роль в телефильме «Wonder Woman», но в итоге роль досталась Кэти Ли Кросби (позднее, в телесериале эту роль исполнила Линда Картер). Newsweek сообщил, в номере от 11 февраля 1974 года, что Анджеле отказали отчасти потому что, она не захотела носить бюстгальтер. Она также позировала для Терри О’Нилла и других фотографов, часто под псевдонимом Джипп Джонс (англ. Jipp Jones).
Ходили многочисленные слухи о том, что Анджела стала вдохновением для хита Rolling Stones «Angie» 1973 года, из альбома «Goat’s Head Soup», однако Мик Джаггер рассеял эти байки. Он сказал следующее:

Люди стали говорить, что песня была написана о жене Дэвида Боуи, но истина заключается в том, что Кит [Ричардс] придумал название. Он сказал: «Энджи». И я думаю, это связано с его дочерью. Её зовут Анджела. И тогда я написал всё остальное— .
Энджи и Дэвид Боуи расстались после десяти лет брака и развелись 8 февраля 1980 года, в Швейцарии. Позже она назвала это «фиктивным браком» для обоих, и согласилась на 300 000£ компенсации. В то время, она уже начала долговременные отношения с панк-музыкантом Дрю Бладом (англ. Drew Blood) (настоящее имя Эндрю Липка), и 24 июля 1980 года у них родилась дочь, Стэсия Ларрэнна Селеста Липка (англ. Stacia Larranna Celeste Lipka), в Мендосино, Калифорния.

## После Боуи: проза, работа в кино, музыкальные релизы
Анджела написала две автобиографии, «Свободный дух» (англ. Free Spirit) (Mushroom Publishing, Лондон, 1981), а также автобиографический бестселлер, «Кулисы: Жизнь на дикой стороне с Дэвидом Боуи» (англ. Backstage Passes: Life On the Wild Side with David Bowie), опубликованный в 1993 году и обновленный в 2000 году. Подробно описывались её увлечение наркотиками и открыто-бисексуальную жизнь с её бывшим мужем и многими другими известными музыкантами.
Кроме появления в «Ziggy Stardust and the Spiders from Mars» (1973) и «Glitter Goddess of Sunset Strip» (1991), её кинокарьера включает по крайней мере четыре фильма: «Eat the Rich» (1987, в роли «жены Генри»), «Demented» (1994), «Deadrockstar» (2002, в роли «Бармена») и «La Funcionaria Asesina» (a.k.a. «The Slayer Bureaucrat», 2009, в роли «Helen Price/Constance»).
В 1996 году вышел её сингл «The World Is Changing» (6 миксов, в том числе с участием Дабонды Симмонс, помимо Анжелы Боуи, сокомпозиторами сингла были указаны числе David Padilla, Morgan Lekcirt, Tom Reich, Jim Durban and D.J. Trance), он был издан нью-йоркским лейблом Warlock Records (в Европе распространялся через Music Avenue, на лейбле Blue Nite). Обложка демонстрировала логотип имени Боуи четко смоделированный по образцу её бывшего мужа, из его альбома «Let's Dance». Альбом «Moon Goddess», на Subterraneans был выпущен на лондонском лейбле The Electric Label, в 2002 году. Британский релиз альбома содержал дуэт с вокалистом «Subterraneans» Джудом Ролинсом (англ. Jude Rawlins), кавер-версии песни Rolling Stones «The Last Time». В настоящее время она работает над своим вторым альбомом, «Fancy Footwork»[уточнить].
В настоящее время она проживает в Тусоне (штат Аризона).

## Книги
- Angela Bowie. Free Spirit. — Published by Mushroom Publishing, 1981.
- Angela Bowie. Backstage Passes: Life On the Wild Side with David Bowie. — Published by Jove Books, The Berkeley Publishing Group, 1993.

## Образ в искусстве
Взаимоотношения Дэвида Боуи с Анджелой легли в основу одной из сюжетных линий художественного фильма «Бархатная золотая жила». Роль Анджелы (её имя изменено на Мэнди) исполняет Тони Коллетт.